# Grabmal des Eurysaces

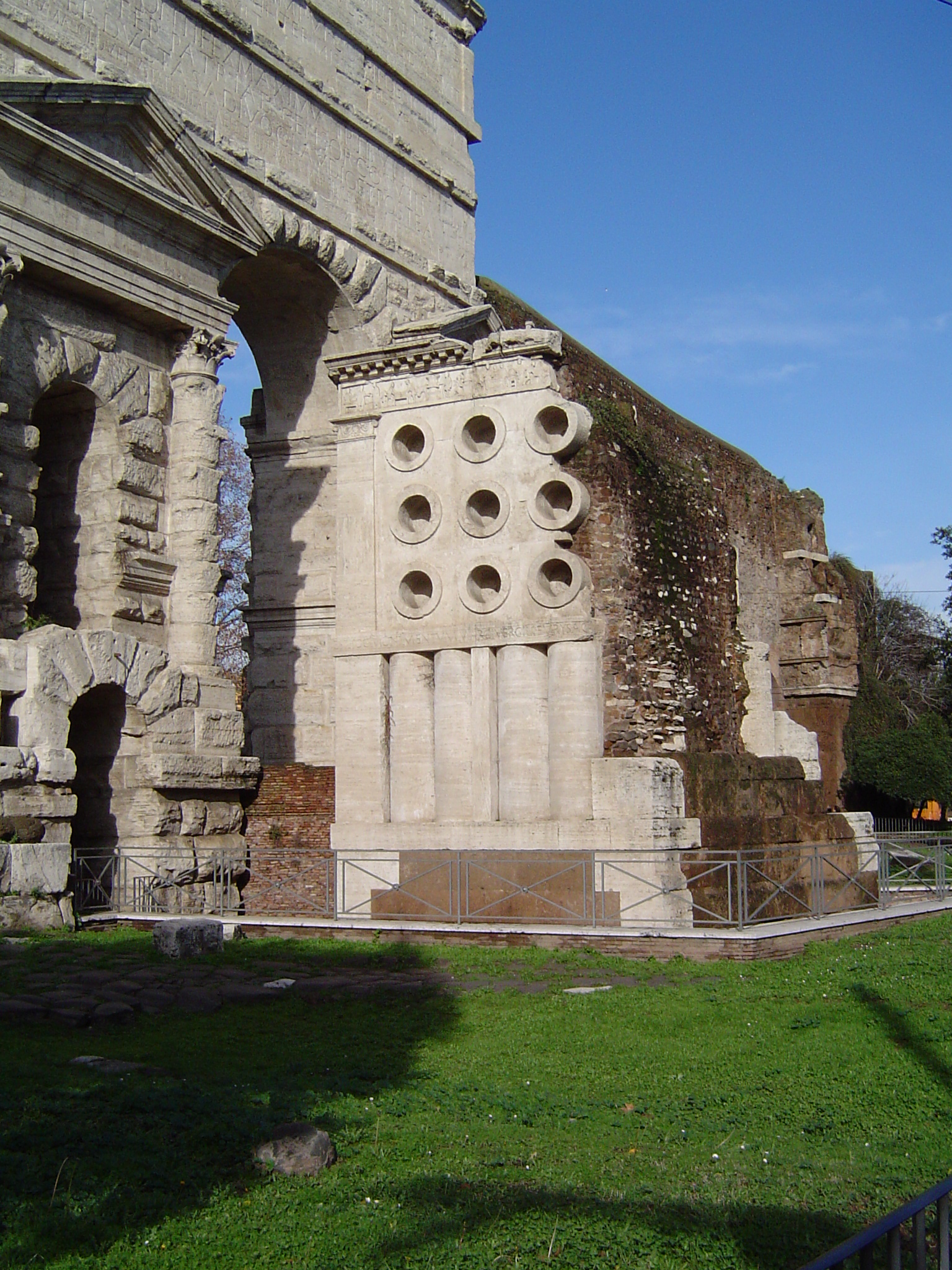
Grabmal des Eurysaces an der Porta Maggiore

Lage im antiken Rom

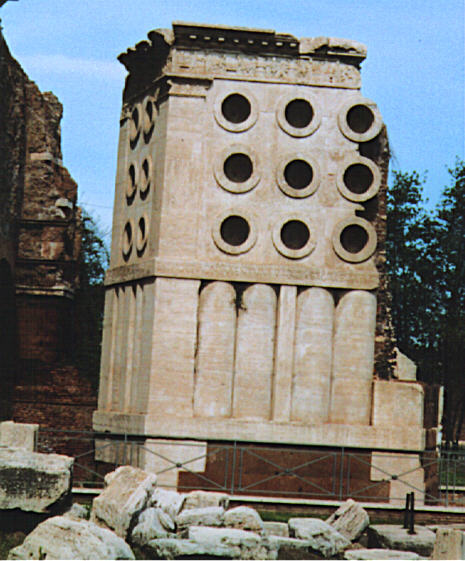
Grabmal des Eurysaces im Jahr 2004

Das imposante Grabmal des Eurysaces befindet sich direkt hinter der Porta Maggiore in Rom. Es stammt wahrscheinlich aus dem Jahre 30 v. Chr. Der Großbäcker Eurysaces ließ es für sich und seine Frau errichten. Die merkwürdigen runden Löcher in seinem Grab sollen wohl Brotteig-Knettröge symbolisieren.
Vermutlich befand sich auf dem Monument ursprünglich eine pyramidenförmige Spitze. Genau wie Cestius, der sich eine Pyramide als Grabmal bauen ließ, war Eurysaces wohl der „Ägyptomanie“ verfallen, die zu dieser Zeit in Rom weit verbreitet war.

## Architektur
Das Grabmal hat einen trapezförmigen Grundriss. Es besteht aus einem Podium, einem Obergeschoss und einer kleinen bekrönenden Pyramide, die heute nicht mehr vorhanden ist. Das Obergeschoss lässt sich in vier Zonen aufteilen:
- Die erste Zone zeigt vertikal angeordnete zylindrische Motive, die sich zwischen Zierleisten befinden.
- Die zweite Zone wird durch einen glatten horizontalen Streifen mit einer Inschrift gegliedert. Die Inschrift lautet est hoc monimentum Marcei Vergilei Eurysacis pistoris redemptoris: apparet. Das heißt: „Das ist das Monument des Bäckers Marcus Vergilius Eurysaces, er ist Unternehmer und Unterbeamter.“
- Ein glattes, von Pilastern eingefasstes Feld mit drei Reihen zylindrischer Motive, die wie die in der ersten Zone hohl und nach außen geöffnet sind, bildet die dritte Zone. Diese zylindrischen Öffnungen könnte man als Brotteig-Knettröge interpretieren.
- Der Fries stellt die vierte Zone dar und zeigt Arbeitsschritte aus der Brotherstellung.

Sowohl der Inhalt der Inschrift wie auch der Fries deuten auf den Beruf des Eurysaces hin.
Da er als Freigelassener nicht über das römische Bürgerrecht verfügte, konnte er als Bäcker arbeiten. Jedoch bestand die Möglichkeit, das volle Bürgerrecht zu erhalten, wenn man für den Staat arbeitete. Im Dienst des Staates gab es gewisse Verpflichtungen: Bäcker mussten das Brot zu billigen Preisen der Annona abliefern, ihre Mitglieder mussten in den amtlichen Listen eingetragen sein, den Beruf persönlich ausüben und hatten täglich 100 Scheffel zu verbacken. Dafür genossen sie Privilegien, und wenn ein Freigelassener dies über 3 Jahre lang machte, konnte er das volle Bürgerrecht erhalten. Bedenkt man die Kosten für das Grundstück, den Architekten und die Handwerker für den Grabbau, muss er es in seinem Beruf sehr weit gebracht haben.
Die Urne in Form eines Brotkorbes, in der sich die Asche des Eurysaces und dessen Frau befinden soll, stellt in ihrer Form einen weiteren Verweis auf den Wunsch des Bäckers dar, sich auch nach seinem Tod als Bäcker darzustellen. Sie kann heute in den Thermen-Museen in Rom besichtigt werden.
Die Hauptseite des Grabes ist nach Osten gerichtet. An dieser Seite hat sich wohl auch das Porträtrelief des Bäckerpaares befunden, das im Zuge der Bauarbeiten an der Aurelianischen Stadtmauer im 5. Jahrhundert n. Chr. zusammen mit der Pyramide abgetragen wurde. Das Porträtrelief befindet sich heute in den kapitolinischen Museen in Rom.

## Geschichte des Grabmals
Als 271 n. Chr. die Aurelianische Mauer gebaut wurde, befand sich das Grabmal vor der Stadt Rom. Als jedoch Kaiser Honorius im 5. Jahrhundert n. Chr. die Aurelianische Mauer verstärken ließ, wurde das Grabmal des Eurysaces in die Befestigungsanlagen integriert. Es wurde in einen der Türme eingemauert, die Spitze und das Porträtrelief als Steinbruch verwendet und in das Gebäude eingebaut. Als man 1838 diesen Vorbau der Porta Maggiore abriss, tauchte das Grabmal des Eurysaces wieder auf. Die Porträtreste konnten geborgen werden, an das Vorhandensein einer Spitze des Grabmals dachte man damals nicht und untersuchte dementsprechend die Steine nicht allzu sorgfältig. Erst spätere archäologische Untersuchungen am Grabmal ließen die Vermutung aufkommen, eine kleine Pyramide habe das Dach des Grabmals gebildet.

## Grabinschrift des Ogulnius

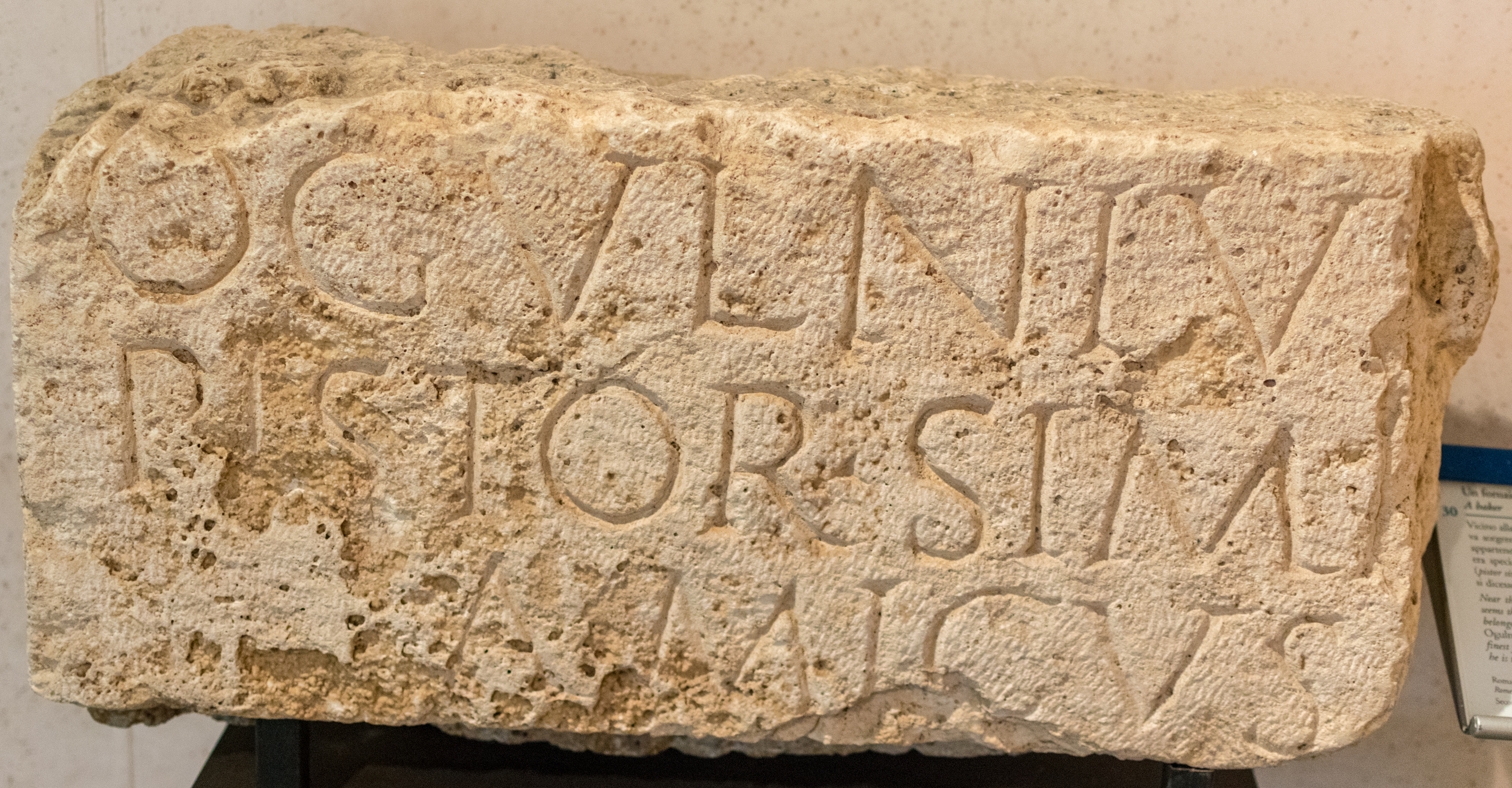
Grabinschrift des Bäckers Ogulnius

In unmittelbarer Nähe zum Grabmal des Eurysaces befand sich ein anderes, bescheideneres Bäckergrab aus dem 1. Jahrhundert v. Chr., zu dem eine fragmentarische Stele gehörte. Der Bäcker mit dem Namen Ogulnius war laut Inschrift auf die Herstellung von Brot aus feinstem Mehl spezialisiert. Es wird von der modernen Forschung für möglich gehalten, dass er zu Lebzeiten ein Kollege und Freund des Eurysaces gewesen ist.